# Троице-Стефано-Ульяновский монастырь
Ульяновский Троицко-Стефановский монастырь (коми Улляна манастыр) — мужской монастырь Сыктывкарской епархии Русской православной церкви на берегу реки Вычегда в селе Ульяново Усть-Куломского района Республики Коми. Считается старейшим в регионе.
Настоятель — архиепископ Сыктывкарский и Коми-Зырянский Питирим (Волочков). Наместник — игумен Савва (Гладков)

## Монастыри-предшественники
В 1667 году в Ульянове московским священником Феодором Тюрниным (в монашестве Филарет) была построена деревянная церковь, с которой началась история  так называемой Спасской пустыни. После смерти Тюрнина пустынь прекратила существование как монастырь, но оставались церкви, в которых служили его потомки.
Позднейшее предание (не подтверждённое документально) связывает основание первой обители на этом месте с деятельностью Стефана Пермского с целью распространения христианства на Верхней Вычегде и относит это основание к 1385 году. Возможно, причиной оставления монастыря (если он тут и существовал в Средние века) послужили походы вогульского князя Асыки, разорявшего селения в верхнем течении Вычегды в 1435 и 1447—1448 годах.
Местные сказания связывают посвящение одного из храмов святой Улиане с тем, что её именем была якобы наречена коми-пермяцкая девушка, принявшая от святителя Стефана христианскую веру. Рассказывают, что Ульяна (Улляна), будучи похищенной печорским туном (волхвом) Кыской — противником Стефана — и не желая изменять новой вере, утопилась в Вычегде как раз на том месте, где Стефан решил основать обитель.

## После возобновления в 1860 году
Единственный мужской монастырь в земле народа коми был возобновлён под наименованием Троицко-Стефановского в 1860 году. Рост монастыря начался через шесть лет, когда сюда прибыла группа монахов Соловецкого монастыря во главе с иеромонахом Матфеем, ставшим его настоятелем.
В 1869—1875 годах по проекту архитектора А. Иваницкого был построен двухэтажный Троицкий собор. На верхнем этаже находился бронзовый престол святой Живоначальной Троицы. Иконы были написаны придворным художником В. М. Пешехоновым. В 1872-1878 годах здесь же была возведена 60-метровая колокольня. В 1877—1879 годах монастырь был обнесён каменной стеной с четырьмя угловыми башнями и крытой галереей. Длина стен в целом достигала почти километра. В 1886 году была построена каменная кладбищенская церковь. Она была освящена в честь Пресвятой Богородицы. Рядом с церковью была построена каменная часовня.
В годы советской власти Ульяновский монастырь был закрыт, а его имущество разграблено. Многие монахи были репрессированы. Полностью разрушен Троицкий собор, большинство хозяйственных построек пришли в плачевное состояние. Предметы, изъятые из Ульяновского монастыря, поступили в Национальный музей Республики Коми.
Новая жизнь Ульяновского Троицко-Стефановского монастыря началась в 1994 году, когда он был передан Русской православной церкви.

## Храмы монастыря

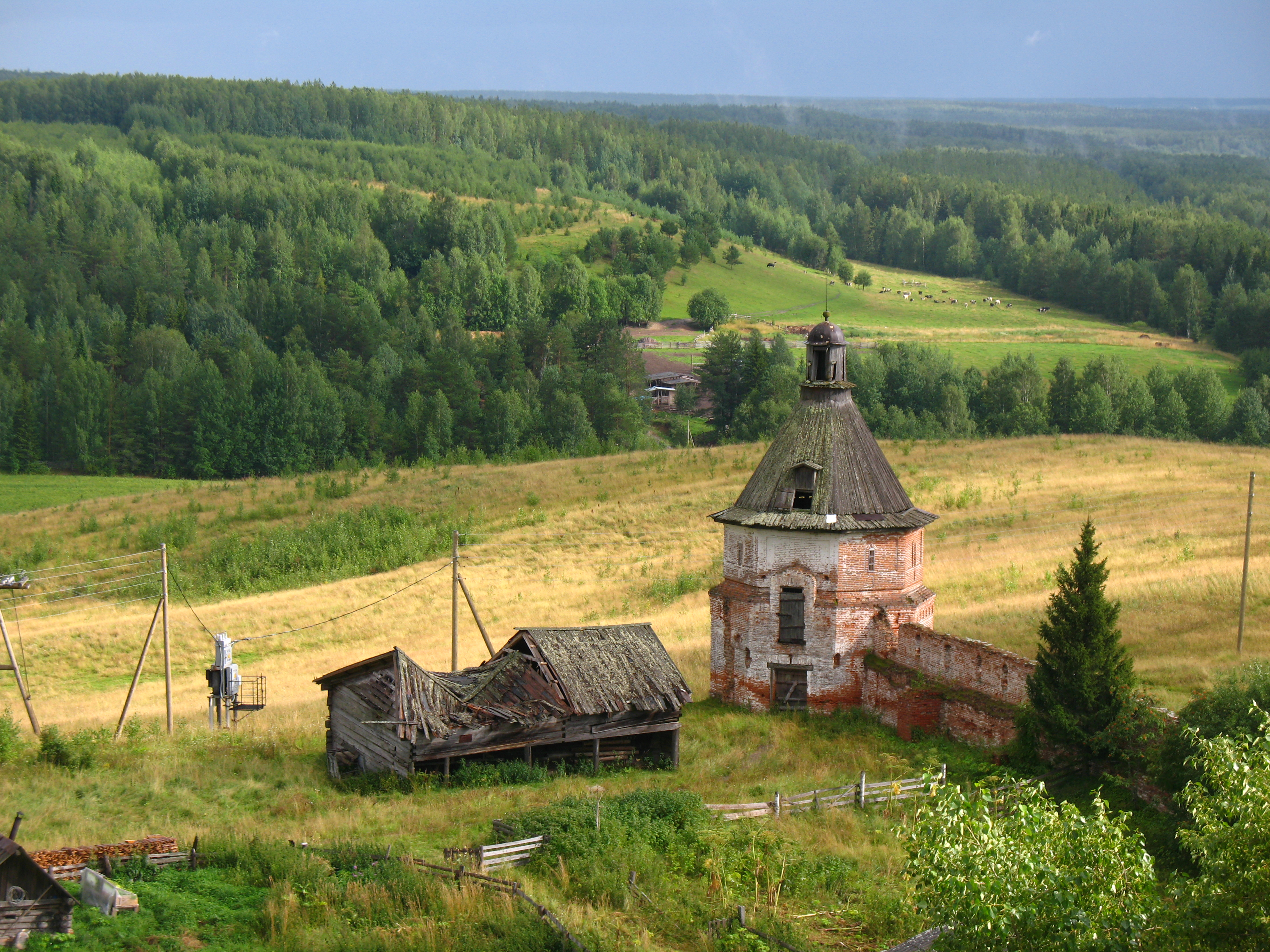
Угловая башня

Комплекс монастыря образуют 6 храмов:
- Надвратный храм Архистратига Гавриила
- Надвратный храм Архистратига Михаила
- Храм Зосимы, Савватия и Германа Соловецких
- Храм святителя Николая, Мирликийского чудотворца
- Храм Святой Живоначальной Троицы
- Храм Успения Пресвятой Богородицы